# Tamerlano

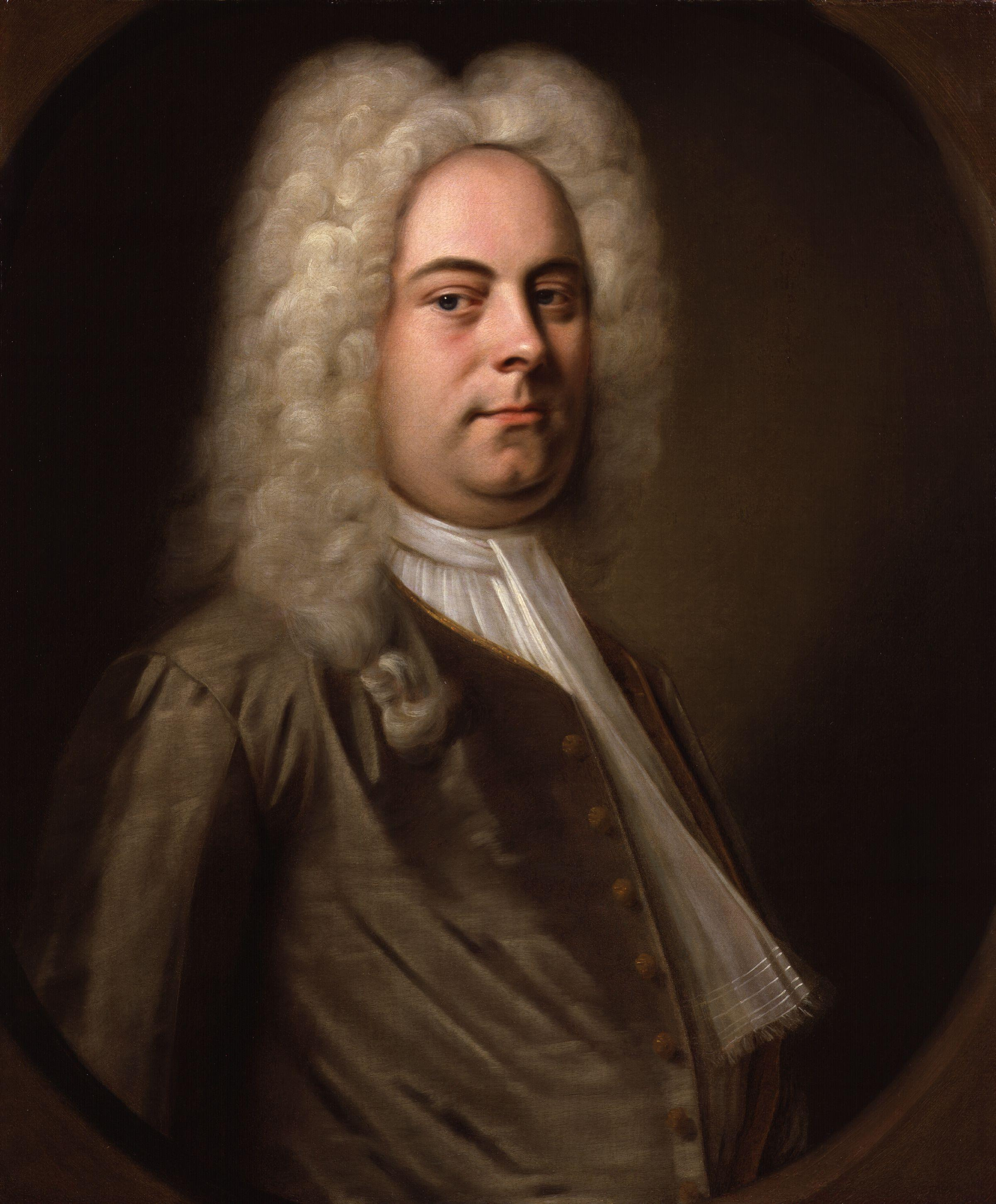
Georg Friedrich Händel

Tamerlano (svensk transkription: Timur Lenk, HWV 18) är en opera i tre akter, med musik av Georg Friedrich Händel till en italiensk text av Nicola Francesco Haym hämtad från Agostin Piovenes Tamerlano tillsammans med ett annat libretto kallat Bajazet efter Nicolas Pradons Tamerlan, ou La Mort de Bajazet.
Verket är ett av Händels större verk, skrivet under 20 dagar i juli 1724, samma år som han också skrev två andra större operor, Giulio Cesare in Egitto och Rodelinda. Eve Meyer har påpekat att rollen som Bajazet är den första stora tenorroll som Händel skrev och även påtalat den österländska, turkiska eller osmanska, miljön som var på modet vid den här tiden.
Operan hade premiär på King's Theatre i London den 31 oktober 1724, vid en tid då årliga Timur Lenk-spel brukade framföras. Operan gavs tolv gånger och gavs igen i november 1731. Operan gavs också i Hamburg, med recitativen översatta till tyska och ariorna sjungna på italienska. Det första framförandet i modern tid ägde rum i Karlsruhe den 7 september 1924. 2009 gavs den i Washington, D.C. och den kommer att ges i Los Angeles säsongen 2009/2010.

## Om operan

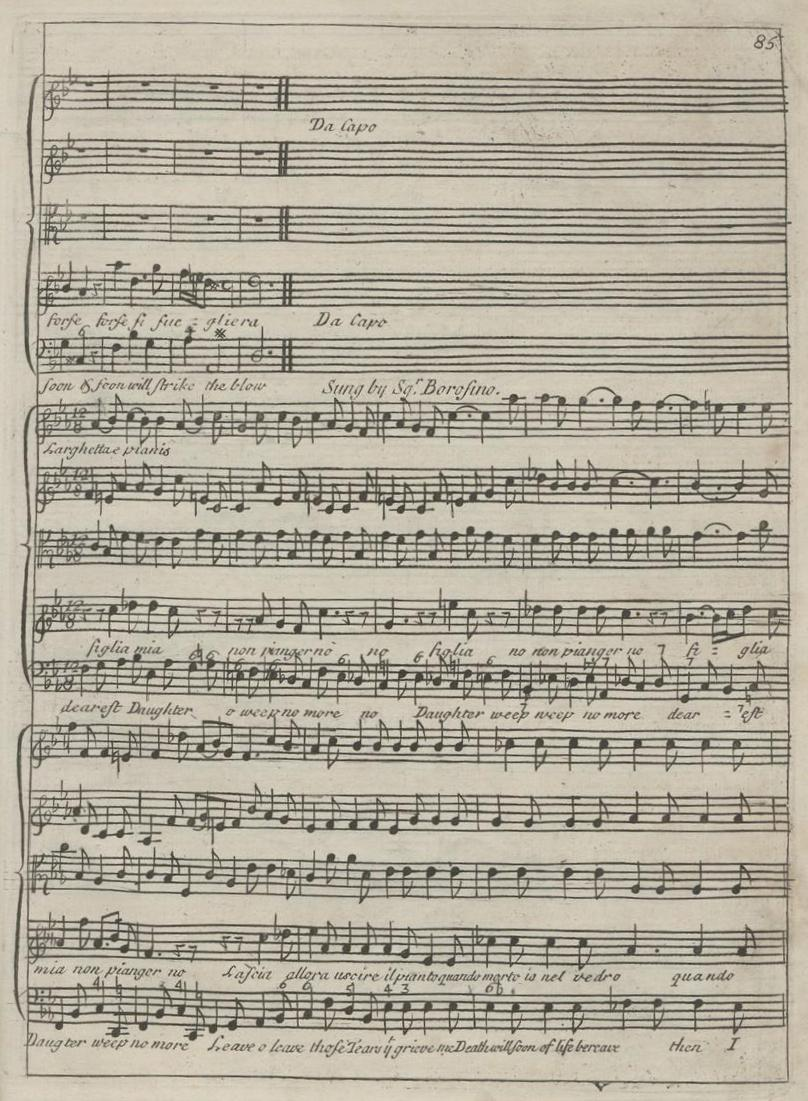
Bajazetes självmordsaria.

Är 1724 engagerade Händel en ny sångare vid operasällskapet på Cannons som kallades Royal Academy of Music, den firade Francesco Borosini. Han var den förste betydande italienske tenoren som kom till London. Han hade även ett finger med i Tamerlanos tillkomst, genom att han gjorde Händel bekant med Francesco Gasparinis opera, vars libretto skulle komma att ligga till grund för Händels egen. Han lär också ha kommit med uppslaget till det tragiska slutet (Bajazetes självmord och monolog, som Händel mästerligt framställer som en blandform bestående av recitativ och arioso). Redan det faktum att en av huvudpersonerna, den tragiske Bajazete (Bajasid), var tänkt för en tenorstämma gör den här operan särskilt intressant, eftersom det handlar om den första viktiga tenorrollen i hela operalitteraturen. Efter den romantiska operaepokens otaliga hjältetenorer är det idag svårt för oss att förstå varför man i opera seria valde att besätta de manliga hjälterollerna med kastrater eller kvinnor och varför tenorer - fram till Tamerlano - ansågs vara olämpliga för detta ändamål. På den tiden betraktades visserligen basrösten som ett självständigt röstfack, men tenoren ansågs bara vara en blek kopia av sopranen.

## Roller
| Roll                                                  | Röstläge    | Rollbesättning vid premiären den 31 oktober 1724 |
| ----------------------------------------------------- | ----------- | ------------------------------------------------ |
| Tamerlano, Tartarernas kejsare                        | alt kastrat | Andrea Pacini                                    |
| Bajazet, turkisk sultan                               | tenor       | Francesco Borosini                               |
| Asteria, Beyazits dotter                              | sopran      | Francesca Cuzzoni                                |
| Andronico, grekisk prins                              | alt kastrat | Senesino                                         |
| Irene, Prinsessa av Trebizond, trolovad med Tamerlano | alt         | Anna Dotti                                       |
| Leone, vän till Andronico och Tamerlano               | bas         | Giuseppe Maria Boschi                            |

## Handling
Akt I
Mongolhärskaren Tamerlano har erövrat Turkiet och tagit sultan Bajazete tillfånga tillsammans med dennes dotter Asteria. Vid Tamerlanos hov lever den grekiske prinsen Andronico, som älskar Asteria och får sin kärlek besvarad. Tamerlano har av politiska skäl förlovat sig med prinsessan Irene av Trapezunt, som han aldrig har träffat, men uppvaktar nu Asteria. Hon och hennes far avvisar honom dock med avsky. Men Tamerlano känner till Andronicos kärlek till Asteria och griper till list genom att förtala greken hos Asteria. Irene av Trapezunt befinner sig inkognito vid Tamerlanos hov och iakttar allt.
Akt II
På samma sätt som Tamerlano har fört Asteria bakom ljuset, går han nu bakom ryggen på Tamerlanos äktenskapsanbud, men bara för att kunna mörda honom. Andronico och hennes far Bajazete är inte invigda i hennes planer utan är djupt bestörta. Irene av Trapezunt utger sig för att vara en budbärare från sig själv, påminner mongolfursten om hans löfte och varnar honom för att bryta det. Det tjänar ingenting till. Dagen för bröllopet bestäms. Bajazete hotar dottern med att begå självmord, något som hon bara kan avvärja genom att inviga honom i mordplanerna. Tamerlano är ursinnig.
Akt III
Bajazete och Asteria förbereder sig på en ärelös död och gör i ordning giftet. Tamerlano förnedrar Asteria genom att låta henne uppträda som slavinna vid en bankett. Hon tar tillfället i akt och häller gift i en bägare som hon ger till Tamerlano. Irene förhindrar mordförsöket, avslöjar vem hon är och vinner Tamerlanos gunst. Asteria skall skändas genom att ges till slavarna. Då begår Bajazete självmord inför Tamerlanos ögon och ger därigenom tyrannen samvetskval. Asteria väntar på sitt öde och Andronico vill inte längre leva. Men Bajazetes frivilliga död har bevekat Tamerlano. Mongolhärskaren visar mildhet, gifter sig med Irene och låter Andronico äkta Asteria.